# Lamiaceae
Lamiaceae е семейство двусемеделни цъфтящи растения, най-голямото от разред Lamiales. Семейството наброява около
7000 вида, принадлежащи на 236 рода, разпространени в целия свят.

## Физически характеристики
Lamiaceae са предимно тревисти растения и полухрасти, по-рядко храсти. Стъблата на всички тях са четириръбести, което ги отличава. Листата са прости, срещуположно разположени на кръст. Цветовете са двуполови, неправилни, единични или събрани в различни съцветия. Специфичното на всички Lamiaceae е, че имат жлезисти трихоми, които отделят приятен аромат.
Околоцветникът е двоен, състоящ се от горна и долна устна. Чашелистчетата имат горна устна, състояща се от 3 сраснати чашелистчета, а долната устна – от 2 сраснати чашелистчета. Венчето се състои от горна устна с 2 сраснати венчета, а долната устна – от 3 сраснати венчета. Плодът е сложен и се разпада на 4 орехчета.

## Родове
| - Acanthomintha - Achyrospermum - Acinos - Acrocephalus - Acrotome - Agastache - Ajuga – Срещниче, Горещник - Ajugoides - Alajja - Alvesia - Amethystea - Anisochilus - Anisomeles - Antonina - Asterohyptis - Ballota - Becium - Benguellia - Blephilia - Bostrychanthera - Bovonia - Brazoria - Bystropogon - Calamintha - Capitanopsis - Capitanya - Caryopteris - Catoferia - Cedronella - Ceratanthus - Chamaesphacos - Chaunostoma - Chelonopsis - Cleonia - Clinopodium - Colebrookia - Coleus - Collinsonia - Colquhounia - Comanthosphace - Conradina - Craniotome - Cuminia | - Cunila - Cyclotrichium - Cymaria - Dauphinea - Dicerandra - Dorystaechas - Dracocephalum - Drepanocaryum - Eichlerago - Elsholtzia - Endostemon - Englerastrum - Eremostachys - Eriope - Eriiophyton - Eriopidion - Eriothymus - Erythrochlamys - Eurysolen - Fuerstia - Galeopsis – Бударица - Geniosporum - Glechoma - Glechon - Gomphostemma - Gontscharovia - Hanceola - Haplostachys - Haumaniastrum - Hedeoma - Hemiandra - Hemigenia - Hemizygia - Hesperozygis - Heterolamium - Hoehnea - Holocheila - Holostylon - Horminum - Hoslundia - Hymenocrater - Hypenia - Hypogomphia | - Hyptidendron - Hyptis - Hyssopus – Исоп - Isodictyophorus - Isodon - Isoleucas - Keiskea - Kinostemon - Kudrjaschevia - Kurzamra - Lagochilus - Lagopsis - Lallemantia - Lamiastrum - Lamiophlomis - Lamium - Lavandula – Лавандула - Leocus - Leonotis - Leonurus - Lepechinia - Leucas - Leucosceptrum - Limniboza - Lophanthus - Loxocalyx - Lycopus - Macbridea - Marmoritis - Marrubium - Marsypianthes - Meehania - Melissa – Маточина - Melittis - Mentha – Мента - Meriandra - Mesona - Metastachydium - Microcorys - Micromeria - Microtoena - Minthostachys - Moluccella | - Monarda - Monardella - Mosla - Neoeplingia - Neohyptis - Nepeta - Neustruevia - Nosema - Notochaete - Ocimum – Босилек - Octomeron - Ombrocharis - Origanum – Риган - Orthosiphon - Otostegia - Panzerina - Paraeremostachys - Paralamium - Paraphlomis - Peltodon - Pentapleura - Perilla - Perovskia - Perrierastrum - Phlomis - Phlomoides - Phyllostegia - Physostegia - Piloblephis - Pitardia - Platostoma - Plectranthus - Pogogyne - Pogostemon - Poliomintha - Prasium - Prostanthera - Prunella - Pseuderemostachys - Puntia - Pycnanthemum - Pycnostachys - Renschia | - Rhabdocaulon - Raphidion - Rhododon - Rosmarinus – Розмарин - Rostrinucula - Roylea - Rubiteucris - Sabaudia - Saccocalyx - Salazaria - Salvia – Салвия - Satureja – Чубрица - Schizonepeta - Scutellaria - Sideritis - Siphocranion - Skapanthus - Solenostemon – Копривка - Stachyopsis - Stachys – Ранилист - Stenogyne - Sulaimania - Suzukia - Symphostemon - Synandra - Syncolostemon - Tetradenia - Teucrium – Подъбиче - Thorncroftia - Thuspeinanta - Thymbra - Thymus – Мащерка - Tinnea - Trichostema - Vitex - Warnockia - Wenchengia - Westringia - Wiedemannia - Wrixonia - Zataria - Zhumeria - Ziziphora |